# Chaetonotus voigti
Chaetonotus voigti är en djurart som tillhör fylumet bukhårsdjur, och som beskrevs av A. Greuter 1917. Chaetonotus voigti ingår i släktet Chaetonotus och familjen Chaetonotidae. Inga underarter finns listade i Catalogue of Life.